# تشارلز غينس
تشارلز غينس (بالإنجليزية: Charles Gaines)‏ (6 يناير 1942، جاكسونفيل في الولايات المتحدة)؛ كاتِب، سيناريست وروائي أمريكي.

## روابط خارجية
- تشارلز غينس على موقع IMDb (الإنجليزية)
- تشارلز غينس على موقع قاعدة بيانات الفيلم (الإنجليزية)